# جان-لوك ديهاين
جان-لوك ديهاين (بالفرنسية: Jean-Luc Dehaene)‏ (و. 1940 – 2014 م) هو سياسي بلجيكي، ولد في مونبلييه، كان عضوًا في الحزب الديمقراطي المسيحي الفلمنكي، توفي في كامبار، عن عمر يناهز 74 عاماً، بسبب سرطان البنكرياس.

## مناصب
تولى منصب عضو البرلمان الأوروبي (14 يوليو 2009–15 مايو 2014)
- عضو البرلمان الأوروبي (20 يوليو 2004–13 يوليو 2009)[9]
- رئيس وزراء بلجيكا (7 مارس 1992–12 يوليو 1999)
- عضو مجلس الشيوخ البلجيكي

.

## التعليم
تعلم في جامعة لوفان الكاثوليكية، وتعلم في جامعة نامور
.

## جوائز
حصل على جوائز منها:
- الصليب الأعظم لوسام التاج البلجيكي
- وسام الصليب الأعظم من الفئة الأولى للخدمات الجليلة لجمهورية ألمانيا الاتحادية
- نيشان ابن الأمير هنري من رتبة صليب أعظم[10]
- نيشان  أوراني - ناساو من رتبة ضابط أكبر  [لغات أخرى]‏
- Vlerick Award ‏
- الصليب الأعظم لنيشان تاج السنديان

## روابط خارجية
- جان-لوك ديهاين على موقع مونزينجر (الألمانية)
- جان-لوك ديهاين على موقع إن إن دي بي (الإنجليزية)